# Banc de pénalité
Pour les articles homonymes, voir Banc.

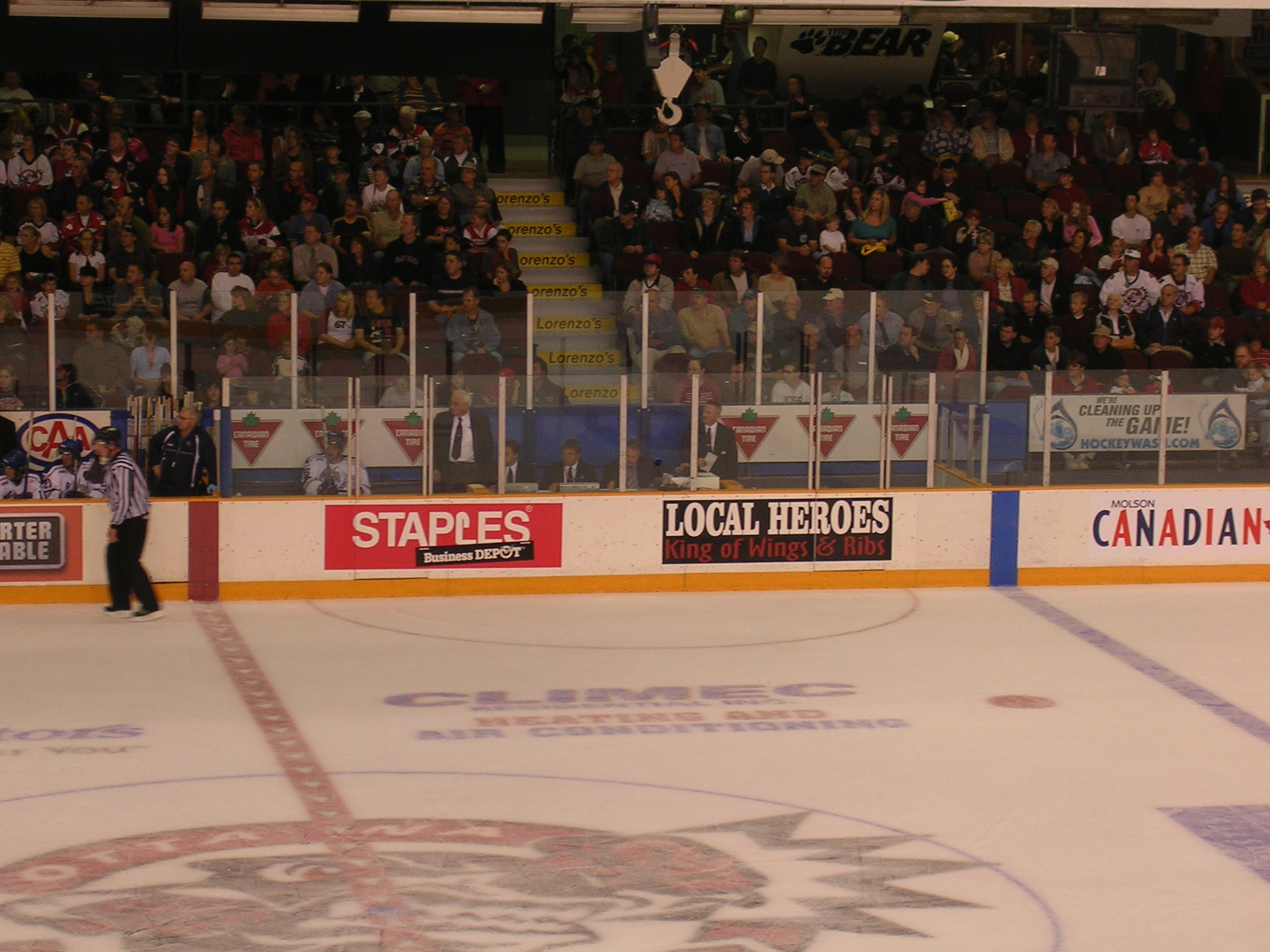
Banc de pénalité au hockey sur glace. Le box de gauche est occupé, celui de droite vide.

Le banc de pénalité, ou banc des pénalités (souvent appelé sin bin en anglais), désigne dans les sports collectifs le lieu où un joueur prend place pour purger une pénalité reçue, mais ne méritant pas une exclusion définitive du match.

## Hockey
Au hockey sur glace, au rink hockey et au roller in line hockey, le banc de pénalité est un espace enclos situé à l'extérieur des bandes, entre les deux lignes bleues, où les joueurs (sauf les gardiens de but) prennent place pour purger une pénalité reçue, mais ne méritant pas une exclusion définitive du match. Quand un gardien de but écope d'une pénalité, c'est un de ses coéquipiers qui le remplace au banc.
En France, le banc de pénalité est souvent également appelé prison. Le terme provient de Jeff Dickson, grand promoteur du hockey sur glace parisien, qui, en 1933, trouva amusant de placer les joueurs pénalisés dans une cage grillagée. Le terme est resté dans le langage courant depuis.

## Rugby à XV
Au rugby à XV, les bancs de pénalité sont destinés aux expulsions temporaires de 10 minutes et sont utilisés pour sanctionner les fautes volontaires et les mauvais comportements qui ne sont toutefois pas assez graves pour mériter une expulsion permanente du joueur. Ils sont introduits pour la première fois dans le Championnat d'Angleterre de rugby à XV le 1er novembre 1997 lors de la saison 1997-1998,. Cette nouvelle règle, qui a pour but de rendre le jeu plus fluide et de limiter les conflits et bagarres entre joueurs, s'avère alors un succès et est ensuite étendue par l'International Rugby Board (IRB) aux compétitions internationales trois ans et demi plus tard. Les cartons jaunes attribués aux joueurs pour officialiser ces expulsions temporaires sont introduits deux ans plus tard lors de la saison 1999-2000.

## Roller derby

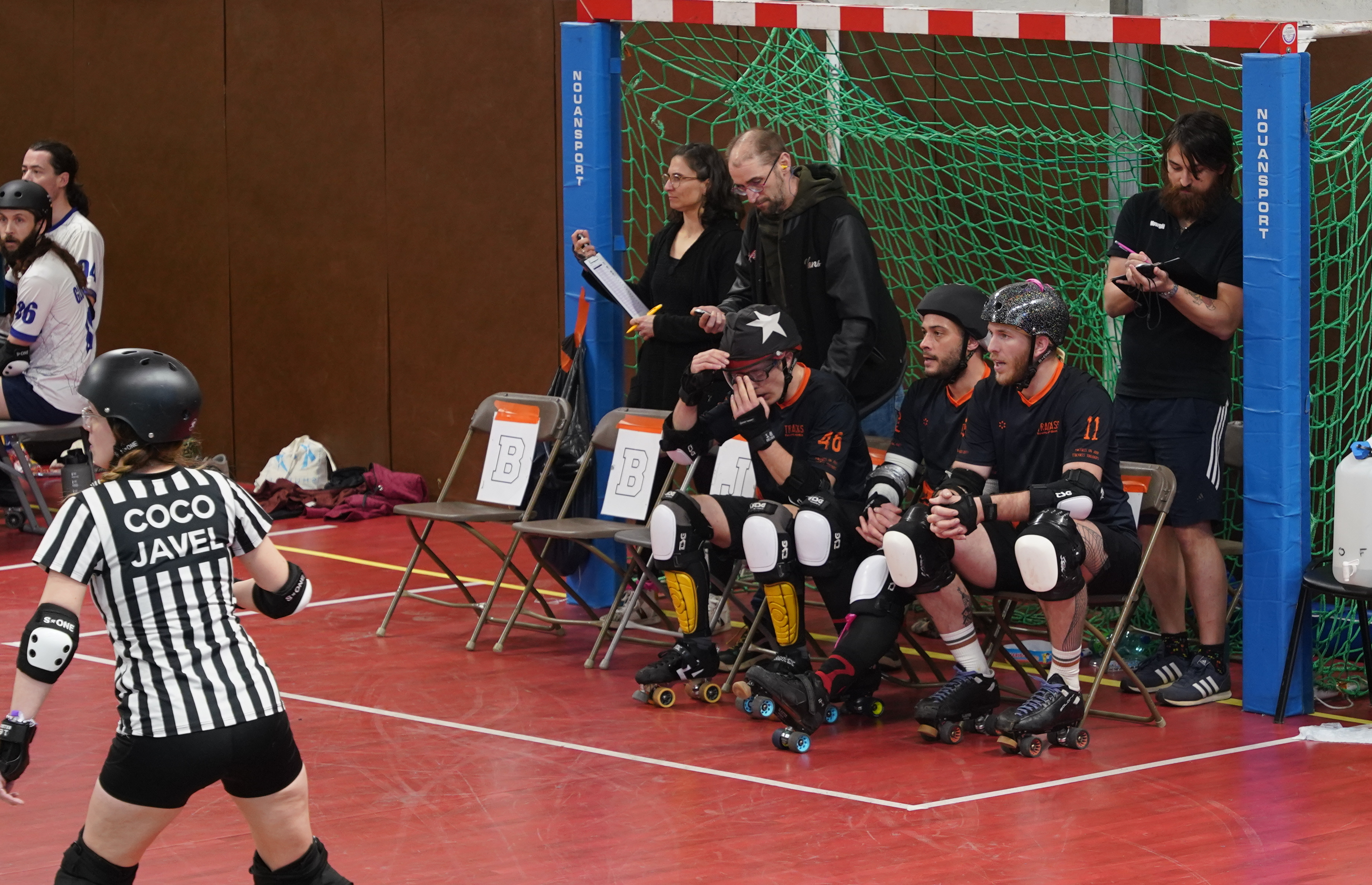
Banc de pénalité de roller derby, championnat de France 2025.

En France, le banc de pénalité est souvent également appelé prison. En cas d'infraction, les joueuses reçoivent une pénalité de 30 secondes laissant leur équipe en situation de désavantage numérique. Si la « jammeuse » y est envoyée, son équipe ne pourra pas marquer de point durant la minute de pénalité.

## Autres sports concernés
- Bandy
- Floorball
- Lacrosse
- Hockey sur gazon
- Ringuette
- Water-polo
- Touch rugby